# 재송중학교
재송중학교(裁松中學校)는 대한민국 부산광역시 해운대구 재송동에 있는 공립 중학교이다.

## 학교 연혁
- 1981년 1월 17일 : 재송중학교 설립 계획 승인
- 1981년 3월 5일 : 개교 및 신입생 입학식 (12학급, 초대 신귀호 교장 취임)
- 2007년 3월 1일 : 시교육청 지정 평생교육 연구학교 운영(2008년 2월까지)
- 2008년 6월 13일 : 인조 잔디 운동장 완공 및 개장식
- 2009년 9월 30일 : 교원 능력 개발 연구학교
- 2012년 3월 1일 : 과목중점형 교과교실제 운영, 평생교육 연구학교 운영(2013년 2월까지)
- 2014년 2월 25일 : 삼솔관(다목적 강당) 준공
- 2014년 4월 7일 : 삼솔관 개관식
- 2018년 3월 2일 : 교육부지정 안전교육 연구학교 운영
- 2025년 2월 7일 : 제42회 졸업식(졸업생 128명, 총 졸업생 17,973명)
- 2025년 3월 1일 : 제18대 이재창 교장 취임
- 2025년 3월 4일 : 제45회 입학(5학급 114명)

## 참고 자료
- 재송중학교 - 한국교육학술정보원 학교알리미